# Sistema vestibular

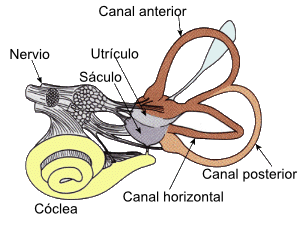
Sistema vestibular.

El sistema vestibular està situat dins l'orella interna junt amb la còclea, formant el laberint que conté els canals semicirculars i els sacs vestibulars: l'utricle i el sàcul.
Les funcions principals d'aquest sistema és proporcionar la informació dels canvis de moviment i orientació del cap i el cos, perquè ens puguem moure i orientar correctament en l'espai que ens envolta. El sistema vestibular enviarà aquesta informació al cervell, que controlarà els moviments tant dels ulls, per fixar el camp visual a la retina, com dels músculs, per poder mantenir la nostra posició.
Juntament amb la visió i la propiocepció, aquest sistema contribueix al sentit de l'equilibri, és a dir la capacitat de mantenir la posició desitjada adoptant postures corporals ja apreses. Les contribucions d'aquest sistema inclouen la consciencia d'autopercepció del cos, la presa de decisions, la memòria espacial i la de reconeixement d'objectes, i també ens permet percebre la sensació de moviment de la pròpia persona.
El nervi que ens permet mantenir l'equilibri estàtic és el VIII parell cranial, també anomenat vestíbul-coclear.

## Parts del sistema vestibular
L'oïda consta de 5 receptors vestibulars: dos òrgans otolítics en cada orella, l'utricle i el sàcul, i tres canals semicirculars: l'anterior, el posterior i l'horitzontal.

### Òrgans del canal semicircular
Els òrgans del canal semicircular identifiquen canvis en la rotació del cap i en la seva posició. El laberint membranós de l’oïda interna s’estructura en tres canals semicirculars (CSC). Són canals membranosos plens d'un fluid anomenat endolimfa. L'ampliació dels canals s’anomena ‘ampolla’. Aquesta zona conté les cèl·lules receptores sensorials dels conductes semicirculars. Aquests receptors sensorials són les cèl·lules de l'equilibri que contenen cilis. Tots els cilis són de mides diferents, el més llarg d’ells s’anomena kinocili. Els cilis es troben incrustats a la cúpula que conté un gran nombre de ions de potassi (K).
Si el cap està en repòs, el líquid endolimfàtic queda immòbil al canal. Però si els moviments del cap es fan més intensos i ràpids, el moviment del fluid es més ràpid. Aquesta resistència lenta al principi empeny l'endolimfa contra la cúpula. Aquesta acció fa que la cúpula es doblegui i al cap d’un temps el fluid comença a girar a la mateixa velocitat que el cap. Si la rotació del cap s’atura bruscament, l'endolimfa continua circulant pel canal. Mentre el fluid encara es mou, empeny la cúpula cap a l’altra direcció. L'acceleració angular es tradueix llavors en el procés de flexió de la cúpula. En empènyer la cúpula s’aplica una força sobre els cilis de les cèl·lules ciliades i aquestes s'exciten.

### Òrgans otolítics
El laberint membranós de l’oïda interna s’estructura en dos òrgans otolítics: l’utricle i el sàcul.Aquests òrgans s’encarreguen de detectar canvis en la força de la gravetat i informen al cervell de l'orientació del cap.
Els òrgans otolítics consten d'una zona amb receptors sensorials. Les cèl·lules ciliades d'aquests receptors estan incrustades amb un líquid que conté cristalls de carbonat càlcic. Aquestes cèl·lules ciliades es connecten a través de sinapsis amb les neurones que formen el nervi vestibular. El pes dels cristalls accelera aquest fluid que es mourà en funció del canvi de posició del cap. Quan es mou, els cilis també es mouran. El canvi de posició del fluid generarà una força sobre els cilis que obrirà els canals iònics. Aquesta obertura permetrà l'entrada de potassi que farà que la membrana es despolaritzi i s'iniciï així el procés de transducció.

## La via vestibular
El nervi vestíbulcoclear o VIII parell cranial porta la informació d'aquest sistema cap al cervell. Aquesta via s'inicia a l'oïda interna amb els òrgans perifèrics, i arriba fins al bulb on es projectarà cap al nucli vestibular lateral i el vestibular medial. Els nuclis laterals portaran informació cap a les motoneurones de les extremitats, mentre que el nucli medial projectarà informació cap a les motoneurones del coll i dels músculs extraoculars dels ulls. Les funcions provinents del nucli vestibular medial circulen pel fascicle longitudinal medial.
Es poden generar reflexes molt ràpids a causa de la informació que viatja per aquestes vies que serveixen per l'equilibri de la persona, la bipedestació i l'estabilitat visual.
El destí final de la informació vestibular és l'escorça temporal i l'escorça parietal, on es combina la informació vestibular amb la dels sentits somàtics per que es doni el sentit de l'equilibri.

## La navegació espacial
Una funció vital que ens proporciona el sistema vestibular és la navegació espacial. Consisteix en la capacitat que tenen els humans de moure’s per l'espai que els envolta, conèixer la posició del cos i saber on es troben en tot moment. A través dels nervis vestibulars i del moviment dels cilis en les oïdes internes, el sistema nerviós central pot saber on es troba el cap, si es mou, i a quina velocitat ho fa. En conseqüència dels moviments que fa el cap, es produeixen uns moviments compensatoris i de balanç: els reflexos.

## Reflexes relacionats amb el sistema vestibular
El reflex vestíbul ocular: encarregat de centrar la imatge en el centre del camp visual quan es produeix un moviment del cap i d'aquesta manera no perdre la imatge de la retina de l'ull.
El reflex vestíbul espinal: és un reflex vital per que la persona es pugui moure per l'espai, la deambulació. També permet la bipedestació.
El reflex vestíbul còlic: dota a la persona d'una bona percepció de la informació que li arriba de la vista i de l'oïda. A més permet que el cap es mantingui quiet quan la persona està de peu o camina, necessari per no perdre l'equilibri.